# Języki izolowane
Języki izolowane, izolaty, języki odosobnione – języki, które ze względu na swą specyfikę, tj. strukturę gramatyczną, leksykę lub inne czynniki nie wykazują pokrewieństwa z żadnym innym istniejącym językiem. Przykładami języków izolowanych są języki koreański i baskijski, aczkolwiek snuje się przypuszczenia w kwestii ewentualnego związku tych języków z pewnymi rodzinami językowymi, np. baskijskiego z językami kaukaskimi. 
Termin „języki izolowane” określa także takie języki, co do których wiadomo, że przynależą do określonej rodziny językowej, jednak wewnątrz niej nie są bliżej spokrewnione z żadnym innym językiem (np. języki albański czy ormiański w obrębie rodziny indoeuropejskiej).
Określenia „języki izolowane” nie należy mylić z typologicznym pojęciem języków izolujących.

## Pochodzenie pojęcia
Wyrażeniem language isolates (w l. poj. a language isolate) w odniesieniu do języków „niewykazujących bliskiego pokrewieństwa z żadnym innym językiem lub rodziną językową” (with no demonstrable close relationship to any other single language or family of languages) posłużyła się po raz pierwszy amerykańska lingwistka Mary Haas w 1965 r. w pracy nad językami rodzimymi Ameryki Północnej. W świetle stale nieustającego postępu w badaniach i dociekaniach językoznawczych definicję tę uzupełnia zastrzeżenie dotyczące aktualnego stanu badań.

## Języki uznawane za izolowane

### Afryka
Za języki izolowane uznaje się również niektóre języki z rodziny nilo-saharyjskiej.
| Język   | Status                    | Zasięg                                                  | Podobieństwa językowe i hipotezy                                                      |
| ------- | ------------------------- | ------------------------------------------------------- | ------------------------------------------------------------------------------------- |
| Hadza   | Poniżej 1000 użytkowników | Używany przez Pigmejów na równinie Serengeti w Tanzanii | Zaliczany powszechnie do języków khoisan, jednak nie wykazuje z nimi żadnych związków |
| Laal    | Zagrożony wymarciem       | Używany w trzech wioskach w południowym Czadzie         |                                                                                       |
| Sandawe | Używany                   | Wschodnia Tanzania                                      | Ze względu na pewne podobieństwo wliczany do języków khoisan                          |

### Azja
| Język          | Status                       | Zasięg | Podobieństwa językowe i hipotezy |
| -------------- | ---------------------------- | --- | --- |
| Ajnuski        | Wymierający                  | Używany na wyspie Hokkaidō w Japonii, w przeszłości także na południowym Sachalinie, północnym Honsiu, i Kurylach. Zapisywany katakaną. | Klasyfikowany często jako język paleoazjatycki |
| Buruszaski     | Używany                      | Używany w północnym Pakistanie. | Łączony czasami z językami azjanickimi, bądź z językami kartwelskimi |
| Elamicki       | Wymarły                      | Używany w starożytnym Elamie. | Niektórzy wskazują na jego podobieństwo do języków drawidyjskich |
| Hattycki       | Wymarły                      | Używany w Azji Mniejszej do końca II tys. p.n.e.                                                                                        | Wykazuje podobieństwa do większości języków Kaukazu |
| Koreański      | Używany                      | Korea | Niektórzy badacze próbują łączyć go z językami ałtajskimi |
| Kusunda        | Wymierający                  | Używany przez kilka osób w zachodnim Nepalu                                                                                             | |
| Nihali         | Zagrożony wymarciem          | Używany w stanie Maharashtra w Indiach.                                                                                                 | Język ten wykazuje silny wpływ języków mundajskich |
| Niwchijski     | Poważnie zagrożony wymarciem | Sachalin i ujście Amuru | Zaliczany czasem do języków czukocko-kamczackich, wskazuje się też na jego podobieństwo do języka ajnuskiego. Dzieli się na dwa dialekty, które niektórzy uważają za odrębne języki |
| A-pucikwar     | Najprawdopodobniej wymarły   | Andamany | Zazwyczaj klasyfikowany jako język andamański, wykazuje jednak bardzo duże podobieństwo do języków papuaskich                                                                       |
| Języki szompen | Nieznany                     | Używane przez niemającą kontaktu z cywilizacją ludność pierwotną Wielkiego Nikobaru                                                     | Wyróżnia się wśród nich 2 lub 3 języki |
| Sumeryjski     | Wymarły                      | Używany w starożytnym Sumerze | |

### AustraliaiOceania
W większości są to języki Nowej Gwinei, które nie wykazują pokrewieństwa z językami transnowogwinejskimi.
| Język         | Status                 | Zasięg                              | Podobieństwa językowe i hipotezy                                  |
| ------------- | ---------------------- | ----------------------------------- | ----------------------------------------------------------------- |
| Abinomn       | Zagrożony wymarciem    | Nowa Gwinea                         |                                                                   |
| Anêm          | Zagrożony wymarciem    | Nowa Brytania                       | Prawdopodobnie spokrewniony z językami yele i pele-ata            |
| Busa          | Zagrożony wymarciem    | Nowa Gwinea                         |                                                                   |
| Enindhilyagwa | Zagrożony wymarciem    | Groote Eylandt                      |                                                                   |
| Isirawa       | Zagrożony wymarciem    | Nowa Gwinea                         |                                                                   |
| Kakadju       | Zagrożony wymarciem    | Ziemia Arnhema w Australii          |                                                                   |
| Kol           | Zagrożony wymarciem    | Nowa Brytania                       |                                                                   |
| Kuot          | Zagrożony wymarciem    | Nowa Irlandia                       |                                                                   |
| Laragiya      | Prawdopodobnie wymarły | Północna Australia                  |                                                                   |
| Minkiński     | Wymarły                | Północna Australia                  | Proponowano zaliczenie go do rodziny iwajdżyjskiej lub tankickiej |
| Ngurmbur      | Prawdopodobnie wymarły | Ziemia Arnhema w Australii          |                                                                   |
| Pele-ata      | Zagrożony wymarciem    | Nowa Brytania                       | Prawdopodobnie spokrewniony z językami yele i anem                |
| Pyu           | Zagrożony wymarciem    | Nowa Gwinea                         |                                                                   |
| Sulka         | Zagrożony wymarciem    | Nowa Brytania                       |                                                                   |
| Taiap         | Zagrożony wymarciem    | Sepik Wschodni w Papui-Nowej Gwinei |                                                                   |
| Tiwi          | Zagrożony wymarciem    | Wyspy Tiwi                          |                                                                   |
| Umbugarla     | Zagrożony wymarciem    | Ziemia Arnhema w Australii          |                                                                   |
| Yalë          | Zagrożony wymarciem    | Nowa Gwinea                         |                                                                   |
| Języki yawa   | Zagrożony wymarciem    | Yapen                               | Sugerowana rodzina 2 izolowanych języków                          |
| Yele          | Zagrożony wymarciem    | Nowa Gwinea                         | Prawdopodobnie spokrewniony z językami anem i pele-ata            |
| Yuri          | Zagrożony wymarciem    | Nowa Gwinea                         |                                                                   |

### Europa
| Język     | Status  | Zasięg                                 | Podobieństwa językowe i hipotezy |
| --------- | ------- | -------------------------------------- | --- |
| Baskijski | Używany | Kraj Basków                            | Zaliczany do hipotetycznej rodziny azjanickiej. Wykazuje liczne podobieństwa do języków kaukaskich. Próbuje się też go powiązać ze starożytnym językiem iberyjskim, bądź językami berberyjskimi |
| Etruski   | Wymarły | Używany w starożytności przez Etrusków | Obecnie często zaliczany, wraz z lemnijskim i retyckim, do języków tyrreńskich. |

### Ameryka Północna
| Język       | Status              | Zasięg                                  | Podobieństwa językowe i hipotezy                 |
| ----------- | ------------------- | --------------------------------------- | ------------------------------------------------ |
| Adai        | Wymarły             | Teksas, Luizjana                        |                                                  |
| Atakapa     | Wymarły             | Teksas, Luizjana                        | Wskazuje się na związki z językami muskogejskimi |
| Beothuk     | Wymarły             | Nowa Fundlandia                         | Podobieństwa z językami algonkiańskimi           |
| Chimariko   | Wymarły             | Kalifornia                              |                                                  |
| Chitimacha  | Wymarły             | Luizjana                                | Wskazuje się na związki z językami muskogejskimi |
| Coahuilteco | Wymarły             | Teksas i północno-wschodni Meksyk       |                                                  |
| Cotoname    | Wymarły             | Teksas i północno-wschodni Meksyk       |                                                  |
| Cuitlatec   | Wymarły             | Guerrero                                |                                                  |
| Esselen     | Wymarły             | Kalifornia                              |                                                  |
| Haida       | Zagrożony wymarciem | Alaska i Kolumbia Brytyjska             | Małe związki z językami na-dene                  |
| Huave       | Zagrożony wymarciem | Oaxaca                                  |                                                  |
| Jicaque     | Zagrożony wymarciem | Honduras                                |                                                  |
| Karankawa   | Wymarły             | Teksas                                  |                                                  |
| Karuk       | Zagrożony wymarciem | Kalifornia                              |                                                  |
| Kutenai     | Zagrożony wymarciem | Idaho, Montana, Kolumbia Brytyjska      |                                                  |
| Naczez      | Wymarły             | Missisipi, Luizjana                     | Wskazuje się na związki z językami muskogejskimi |
| P’urhépecha | Używany             | Używany przez lud P’urhépecha w Meksyku |                                                  |
| Quileute    | Zagrożony wymarciem | stan Waszyngton                         | Ostatni język z rodziny języków czimakuan        |
| Quinigua    | Wymarły             | Północno-zachodni Meksyk                |                                                  |
| Salinan     | Wymarły             | Kalifornia                              |                                                  |
| Seri        | Zagrożony wymarciem | Sonora                                  |                                                  |
| Siuslaw     | Wymarły             | Oregon                                  | Związki z językami wintuańskimi                  |
| Takelma     | Zagrożony wymarciem | Oregon                                  |                                                  |
| Timucua     | Wymarły             | Floryda                                 |                                                  |
| Tonkawa     | Wymarły             | Teksas                                  |                                                  |
| Tunica      | Wymarły             | Missisipi, Luizjana, Arkansas           | Wskazuje się na związki z językami muskogejskimi |
| Washo       | Zagrożony wymarciem | Kalifornia, Nevada                      |                                                  |
| Xinca       | Zagrożony wymarciem | Gwatemala                               | Związki z językiem lenca                         |
| Yana        | Wymarły             | Kalifornia                              |                                                  |
| Yuchi       | Zagrożony wymarciem | Georgia, Oklahoma                       | Związki z językami siouańskimi                   |
| Zuni        | Zagrożony wymarciem | Nowy Meksyk                             |                                                  |

### Ameryka Południowa
| Język       | Status                       | Zasięg                                 | Podobieństwa językowe i hipotezy                             |
| ----------- | ---------------------------- | -------------------------------------- | ------------------------------------------------------------ |
| Andoque     | Poważnie zagrożony wymarciem | Kolumbia, Peru                         | Związki z językami bora-witoto                               |
| Betoi       | Wymarły                      | Kolumbia                               | Związki z językami paezańskimi                               |
| Camsá       | Zagrożony wymarciem          | Kolumbia                               |                                                              |
| Canichana   | Używany                      | Boliwia                                |                                                              |
| Cayubaba    | Wymarły                      | Boliwia                                |                                                              |
| Cofán       | Używany                      | Kolumbia, Ekwador                      | Dalekie pokrewieństwo z językami czibczańskimi               |
| Culle       | Wymarły                      | Peru                                   | Związki z językami colonańskimi                              |
| Gamela      | Wymarły                      | Maranhão                               |                                                              |
| Huamoé      | Wymarły                      | Pernambuco                             |                                                              |
| Irantxe     | Używany                      | Mato Grosso                            | Sugerowana przynależność do języków arawakańskich            |
| Itonama     | Zagrożony wymarciem          | Boliwia                                | Związki z językami paezańskimi                               |
| Jotí        | Zagrożony wymarciem          | Wenezuela                              |                                                              |
| Karirí      | Wymarły                      | Ceará, Pernambuco, Paraíba             | Podobieństwo do języków macro-gê                             |
| Kawésqar    | Zagrożony wymarciem          | zachodni Południowy Lądolód Patagoński |                                                              |
| Kukurá      | Wymarły                      | Mato Grosso                            |                                                              |
| Mapudungun  | Używany                      | Chile, Argentyna                       |                                                              |
| Movima      | Używany                      | Boliwia                                |                                                              |
| Munichi     | Wymarły                      | Peru                                   |                                                              |
| Nambiquaran | Zagrożony wymarciem          | Mato Grosso                            |                                                              |
| Matú        | Wymarły                      | Pernambuco                             |                                                              |
| Omurano     | Wymarły                      | Peru                                   |                                                              |
| Otí         | Wymarły                      | São Paulo                              | Sugerowana przynależność do języków macro-gê                 |
| Pankararú   | Wymarły                      | Pernambuco                             |                                                              |
| Pirahã      | Zagrożony wymarciem          | Amazonia                               | Ostatni z rodziny języków mura                               |
| Puquina     | Wymarły                      | Boliwia                                |                                                              |
| Sabela      | Zagrożony wymarciem          | Ekwador, Peru                          |                                                              |
| Taushiro    | Używany                      | Peru                                   |                                                              |
| Tequiraca   | Używany                      | Peru                                   |                                                              |
| Ticuna      | Używany                      | Kolumbia, Peru, Brazylia               |                                                              |
| Tuxá        | Wymarły                      | Bahia, Pernambuco                      |                                                              |
| Warao       | Zagrożony wymarciem          | Gujana, Surinam, Wenezuela             | Związki z językami paezańskimi                               |
| Xokó        | Wymarły                      | Alagoas, Pernambuco                    |                                                              |
| Xukurú      | Wymarły                      | Pernambuco, Paraíba                    |                                                              |
| Yámana      | Wymarły                      | południowa część Ziemi Ognistej        |                                                              |
| Yuracaré    | Zagrożony wymarciem          | Boliwia                                | Wykazuje podobieństwa do kilku rodzin językowych Ameryki Pd. |
| Yuri        | Wymarły                      | Kolumbia, Brazylia                     |                                                              |
| Yurumanguí  | Wymarły                      | Kolumbia                               |                                                              |